# Det är tyst och tomt
Det är tyst och tomt är en psalm vars text är skriven av Kerstin Hesslefors Persson. Musiken är skriven av Hans Kennemark.
Musikarrangemanget i Psalmer i 2000-talets koralbok är gjort av Gunilla Tornving.

## Publicerad som
- Nr 842 i Psalmer i 2000-talet under rubriken "Människosyn, människan i Guds hand".